# Les Entrechats
Les Entrechats (Heathcliff & the Catillac Cats) est une série télévisée d'animation franco-américaine en 86 épisodes de 22 minutes, créée par Jean Chalopin et Bruno Bianchi d'après le comic strip Heathcliff de George Gately (en), incorporant également des personnages originaux (Rif Raf et la bande des Entrechats), et diffusée du 15 octobre 1984 au 30 novembre 1987 en syndication.

## Diffusions

### France
En France, la saison 1 a été diffusée en 325 épisodes de 5 minutes du lundi au vendredi à 19 h 50 à partir du 14 octobre 1985, puis en 65 épisodes de 26 minutes chaque dimanche du 20 octobre 1985 dans l'émission FR3 Jeunesse, puis dans l'émission Amuse 3 jusqu'au 11 janvier 1987.Rediffusion du 2 février 1988 au 20 décembre 1991 dans Amuse 3. Rediffusion en 1988 dans Graffi'6 sur M6. 
Rediffusion à partir du 16 janvier 1996 dans Les Minikeums sur France 3. 
Rediffusion à partir du 28 octobre 1998 dans M6 Kid sur M6. 

### Québec
Au Québec, elle a été diffusée à partir du 3 septembre 1990 sur Canal Famille.

## Synopsis
Chaque épisode, divisé en deux segments, met en scène les aventures des chats Isidore (Heathcliff dans la version anglaise), dans la première partie, et Rif Raf (Riff Raff dans la version anglaise), dans la deuxième partie. Le tout est suivi d'un court conseil pour prendre soin d'un chat.
Isidore est un gros chat orange à rayures, dont le maître est le jeune Bruno. Sa principale occupation est d'embêter Brutus, le chien des voisins ainsi que les commerçants du quartier où il vit.
Rif Raf, chef de la bande des Entrechats (The Catillac Cats en version anglaise), vit dans une décharge où il fait les 400 coups avec sa bande de copains.

## Distribution
- Roger Carel : Isidore
- Patrick Poivey : Rif Raf
- Marie-Laure Beneston : Bruno Michu
- Amélie Morin : Daphnée
- Maïk Darah : Cléo
- Roger Lumont : Brutus
- Chris Bénard : Hector
- Franck Baugin / William Coryn : Saturne
- Alain Flick : Marcel
- Serge Lhorca / Christian Pélissier (voix de remplacement) : César
- Daniel Brémont : Le grand-père de Bruno
- Jane Val : la grand-mère de Bruno
- Noam : générique

 Source et légende : version française (VF) sur RS Doublage

## Épisodes

### Première saison (1984-1985)
1. Le Grand Pussini / Cloclo et le chenil (The Great Pussini / Kitty Kat Kennels)
2. La Grande Évasion / Le Carnaval de Chatonville (Chauncey's Great Escape / Carnival Capers)
3. Isidore à la fourrière / La Cadillac a disparu (Mad Dog Catcher / Circus Beserkus)
4. L'Étoffe du rebelle / Une journée à la ferme (Rebel Without a Claws / The Farming Life Aint Me)
5. Un grand amour déçu / Les Trois Vœux d'Hercule (Heathcliff's Middle Name / Wishful Thinking)
6. Le Roi des animaux / Les Entrechats font de l'alpinisme (King of the Beasts / Cat Can Do)
7. Le Pyromane innocent / Bataille d'oreillers (Smoke Gets in my Eyes / Much Ado about Bedding)
8. Le Secret de J.B. / La Maison du futur (City Slicker Cat / House of the Future)
9. Le Cousin de Brutus / Les Oiseaux (Spike's Cousin / For the Birds)
10. Isidore et son animal domestique / Le Crocodile miracle (Heathcliff's Pet / Swamp Fever)
11. Isidore le golfeur / Dr Frankenchat (Teed Off / Monstro vs. the Wolfhound)
12. Le petit oiseau va sortir / À bicyclette (Say Cheese / Cat's Angels)
13. L'Île Miaou Miaou / La Grande Épreuve (Meow Meow Island / Iron Cats)
14. L'Arbre généalogique / À la recherche du chocolat (Family Tree / Who's got the Chocolate?)
15. Toujours prêts / La croisière tombe à l'eau (Be Prepared / Cruisin' for a Bruisin')
16. Isidore en usine / L'Oiseau rare (Heathcliff Gets Canned / Whackoed Out)
17. Un génie méconnu / Voyage en montgolfière (Brain Sprain / Cat Balloon)
18. Que le meilleur gagne / Comédie féline (May The Best Cat Win / Comedy Cats)
19. Le Repos du guerrier / Vacances dans la jungle (Revenge of the Kitty / Jungle Vacation)
20. Isidore à l'hôpital / Le Règne d'Hector (Hospital Heathcliff / Hector's Takeover)
21. Au supermarché / Un chat indésirable (Going Shopping / Cat in the Fat)
22. Isidore le lion / La vengeance est un plat… (Wild Cat Heathcliff / Kitten Around)
23. Isidore gentleman cambrioleur / Lucifer (Catburglar Heathcliff / Lucky's Unlucky Day)
24. Blizzard / Les mille et une nuits (The Blizzard Bandit / Harem Cat)
25. Une vraie mère poule / Une trompette magique (Kitten Smitten / Young Cat with a Horn)
26. Au secours Isidore ! / La Fête de la musique (The Gang's All Here / The Meow-sic Goes Round and Round)
27. Isidore au ski / Crise de logement (Snow Job / Condo Fever)
28. Monsieur Muscle / Wanted : Marcel (Heathcliff Pumps Iron / Mungo's Dilemma)
29. Le Sosie d'Isidore / Le Grand Manitou (Heathcliff' Double / Big Foot)
30. La Redoutable Lulu / Hercule est amoureux (Terrible Tammy / The Games of Love)
31. Un cirque pas comme les autres / Des chats dans la lune (Big Top Bungling / Space Cats)
32. Isidore au régime / Un nouvel ange gardien (Lard Times / The Merry Pranksters)
33. L'Esclave de Brutus / Le Fantôme de Rif Raf (Spike's Slave / Scaredy Cats)
34. Le Hamac / Le Camping sauvage (Gopher Broke / A camping we Will Go)
35. Isidore malade imaginaire / Une soirée romantique (Where There's a Will, There's a Way / Yes Sewer That's my Baby)
36. Compétition savonneuse / La Chasse aux souris (Soap Box Derby / A Better Mousetrap)
37. L'Île Bambou / Hercule super héros (Bamboo Island / Superhero Mungo)
38. L'Art de beurrer une tartine / Marcel s'en va (Butter Up / Mungo Gets no Respect)
39. Le Neveu de Daphné / La Souris savante (Sonja's Nephew / DC. Mousetus)
40. Publicité mensongère / Le Voyage en Antarctique (Cat Food for Thought / Going South)
41. Le Fantôme / Les Perles de la décharge (Phantom of the Garbage / Junkyard Flood)
42. Isidore l'anti-mélomane / L'Autre Femme (Trombone Terror / The Other Woman)
43. La Dolce Vita en prison / Le Domptage d'Hercule (Pop on Parole / The Babysitters)
44. Les Chats siamois / Le Plus Beau Tango de Marcel (The Siamese Twins / The Mungo Mash)
45. Une boîte de nuit à la mode / Le roi est amoureux (Copa-ca-Heathcliff / Leroy's in Love)
46. Fourrière d'occasion / Une vedette malheureuse (Used Pets / Search for a Star)
47. La Soumission d'Isidore / Monsieur Soleil (An Officer and an Alley-Cat / Hector Spector)
48. Tennis en double / Le Guide Gault et Miaou (Service with a Smile / Junk Food)
49. Un combat truqué / Le Requin surfeur (Boom boom Pussini / Beach Blanket Mungo)
50. Le Musée océanographique / Un match de football (Sealand Mania / Riff Raff the Gourmet)
51. Une machine captivante / Dans les catacombes (The Super M.A.C. Menace / Journey to the Center of the Earth)
52. Tel père, tel fils / Diviser pour mieux régner (A Piece of the Rock / Divide and Clobber)
53. La Punition d'Isidore / Riff Raff le préhistorique (Heathcliff Reforms / Prehysteric Riff Raff)
54. Pilote en herbe / Le Bal des débutantes (Flying High / Debutante Ball)
55. La Surprise party / Trop d'abondance nuit (Heathcliff Surprise / The Big Break In)
56. Isidore le mafioso / Le Gala de charité (The Catfather / The Big Swipe)
57. La Chasse à course / Cléo emménage (Tally-Ho Heathcliff / Cleo Moves in)
58. Papa contre papy / Chasse gardée (Grandpa vs. Grandpa / The Big Game Hunter)
59. Le thon c'est bon / La Chasse au trésor (The Great Tuna Caper / Peco's Treasure)
60. Faux coupable / La Mère de Rif Raf (The Baby Buggy Bad Guys / Riff Raff's Mom)
61. Plus fort qu'Isidore / La Danse des Entrechats (Momma's Back in Town / Trash Dance)
62. Les Griffes de la mer / Hector le détective (Claws / Hector the Detector)
63. Les Aventuriers du chat perdu / Marcel et l'œuf (Raiders of the Lost Cat / Mango Lays an Egg)
64. Isidore et le robot démolisseur / À la recherche du Catlantis (The Home Wrecker / In Search of Catlantis)
65. La Star des années 80 / Riff Raff, cordon bleu (Star of Tomeow / Soccer Anyone)

### Deuxième saison (1985)
1. Les Blanches Falaises de Douvres / Le Sauveur (The Whitecliff of Dover / Life Saver)
2. Cauchemar / Super Cha-Rie (Nightmare in Beverly Hills / The Iron Mask Cat)
3. Le Psychanalyste / Artiste peintre (The Shrink / Brushing Up)
4. Dr Isidore et Monsieur Brutus / Il était une fois (Dr. Heathcliff and Mr. Spike / Time Warped)
5. Le Nouveau Foyer de Brutus / Marcel est amoureux (Spike's New Home / Mungo's Big Romance)
6. La Cage dorée / Marcel, roi de la jungle (The Cat and the Pauper / Mungo of the Jungle)
7. Au tout début / Les Chalympiques (In the Beginning / Catlympic Cats)
8. Fenêtre sur cour / Ninja (Rear Cat Window / Cat Days, Ninja Nights)
9. Une affaire louche / Souvenirs de Noël (Something Fishy / Christmas Memories)
10. La Maman d'Isidore / Match de hockey (Heathcliff's Mom / Hockey Pucks)
11. Mobilisation générale / Monsieur Muscle (Cat Day Afternoon / Hector the Protector)
12. Magasins pour chats / Miss Rallye (Feline Good / Off-Road Racer)
13. L'Entraîneur Docteur Brutus / César aide ses amis (Spike's Coach / The Trojan Catillac)
14. Isidore se fait piéger / La Voiture fantôme (Heathcliff Gets Framed / Repo Cat)
15. Chat perdu sans collier / L'Amour, toujours ! (Missing In Action / Bag Cat Sings the Blues)
16. Quelle vie ! / César a des problèmes (It's a Terrible Life / Leroy Gets Canned)
17. Poils de chat / Les Joies du camping (Hair of the Cat / Tenting Tonight)
18. La Bonne Aventure / Les Œufs de couleur (The Fortune Teller / Cottontails, Chickens, and Colored Eggs)
19. Les Œufs de Pâques / La Lettre à Mamy (Break An Egg / A Letter to Granny)
20. Les Égouts de New York / Goon, les gros bras (The New York City Sewer System / High Goon)
21. Chat polaire / Le Petit Frère (North Pole Cat / He Ain't Heavy, He's My Brother)

## Apparitions
Dans l'épisode 2 de la saison 2 d’Inspecteur Gadget intitulé Animaux domestiques de Gadget, Sophie regarde à la télévision un épisode des Entrechats.
Il est possible d'apercevoir deux des personnages principaux des Entrechats dans Gadget le somnambule, l'épisode 10 de la saison 2 de la série Inspecteur Gadget, une autre série produite par Jean Chalopin et Bruno Bianchi et diffusée sur France 3.
Le cas inverse est visible dans l'épisode 11 de la saison 1, le "Dr Frankenchat" : Rif Raf joue le rôle du docteur fou et porte des gants cloutés tandis qu'Hector, interprétant l'inspecteur Hector, est habillé d'un imper gris avec sa cravate bleue et coiffé d'un chapeau. Ces éléments rappellent respectivement le Dr Gang et l'Inspecteur Gadget de la série Inspecteur Gadget.

## Produits dérivés

### Film
Un film, Heathcliff: The Movie, regroupant plusieurs segments de la série dans lesquels Isidore raconte sa vie à ses neveux, a été produit en 1986.

### DVD
- Les Entrechats - 1re partie (10 avril 2005). (ASIN B000F8ZMYQ).
- Les Entrechats - 2e partie (10 avril 2005). (ASIN B000F8O0KI).

## Autour de la série
- L'originalité de cette série vient du fait que les deux héros (Isidore et Rif Raf) ne se rencontrent jamais, chacun vivant ses petites aventures de son côté. Cependant Isidore croise dans certains épisodes les compères de Rif Raf : Marcel, Saturne et Hector et la seule interaction entre Rif Raf et Isidore a lieu dans le générique de fin où Rif Raf reprend son chapeau qu'Isidore avait sur la tête.
- Une grosse erreur de montage a été faite durant la première saison, deux noms d'épisodes ont été intervertis : l'épisode 10 est baptisé « Isidore et son animal domestique » et le 11 « Isidore le golfeur » (les titres des épisodes sont affichés durant le générique) or c'est dans l'épisode 10 qu'Isidore s'aventure sur un terrain de golf pour ravager le restaurant et dans l'épisode 11 qu'il parcourt la ville pour se trouver un compagnon.
- Autre erreur au niveau de la traduction : dans l'épisode 57, Rif Raf se fait appeler Isidore.